# Klaus Jürgen Schoen
Klaus Jürgen Schoen (* 9. April 1931 in Königsberg, Ostpreußen; † 8. März 2018 in Berlin) war ein deutscher Maler. Sein Werk wird der Konkreten Kunst zugeordnet.

## Leben und Werk
Klaus Jürgen Schoen wurde 1931 in Königsberg, Ostpreußen, geboren. 1951 begann er ein Studium an der Hochschule für angewandte Kunst in Ost-Berlin. Aus politischen Gründen wechselte er bereits ein Jahr später an die Hochschule der Bildenden Künste in West-Berlin. Als Meisterschüler von Ernst Schumacher, der hauptsächlich impressionistische Landschaften malte, konnte er in einem eigenen Atelier weiterarbeiten. Bald löste er sich von Schumachers Lehre und begann sich der Erkundung graphischer Mittel und dessen Wirkung zu widmen.
Obwohl Schoens Werk immer wieder im Kontext mit den Hauptvertretern der Konkreten Kunst ausgestellt und rezipiert wurde, sah er sich selbst nicht als einen Vertreter dieser Kunstrichtung an. Schoen selbst bezeichnete seine Arbeitsweise als konstruktiv. In der tatsächlichen Ausführung war ihm, im Gegensatz zu vielen anderen Konkreten Künstlern, nicht an einer bloßen Umsetzung eines Systems gelegen. Vielmehr sollte der Weg, Grenzen eines Systems aufzubrechen, künstlerisches Ziel sein, um den Bildraum von allem Überflüssigen befreien zu können. Es ging Schoen im Malprozess vielmehr um eine ausgewogene Komposition, eine Transformation eigener Erfahrungsweisen, um das Wechselspiel von klarer Stringenz und Intuition. Sein Werk zeichnet sich durch Einfachheit und die dadurch verbundene Reduktion auf das Wesentliche aus.
Seit Beginn der 70er Jahre wurde Schoen zu zahlreichen Einzel- und Gruppenausstellungen im In- und Ausland eingeladen. Ab 1977 war er Mitglied der Gruppe Systema, einer losen Gemeinschaft von Künstlern, die zum Ziel hatten, verschiedene Positionen zusammenzuführen und bewusst eine einheitliche Gruppentendenz zu vermeiden. Wichtige Teilnehmer an Ausstellungen der Gruppe Systema waren George Rickey, Peter Sedgley, Johannes Geccelli, Andreas Brandt, Frank Badur, Christian Roeckenschuss und Klaus Steinmann. Anlässlich einer der ersten Ausstellungen der Gruppe 1977 in der Galerie Loeb (Bern) hielt Richard Paul Lohse die Eröffnungsrede.

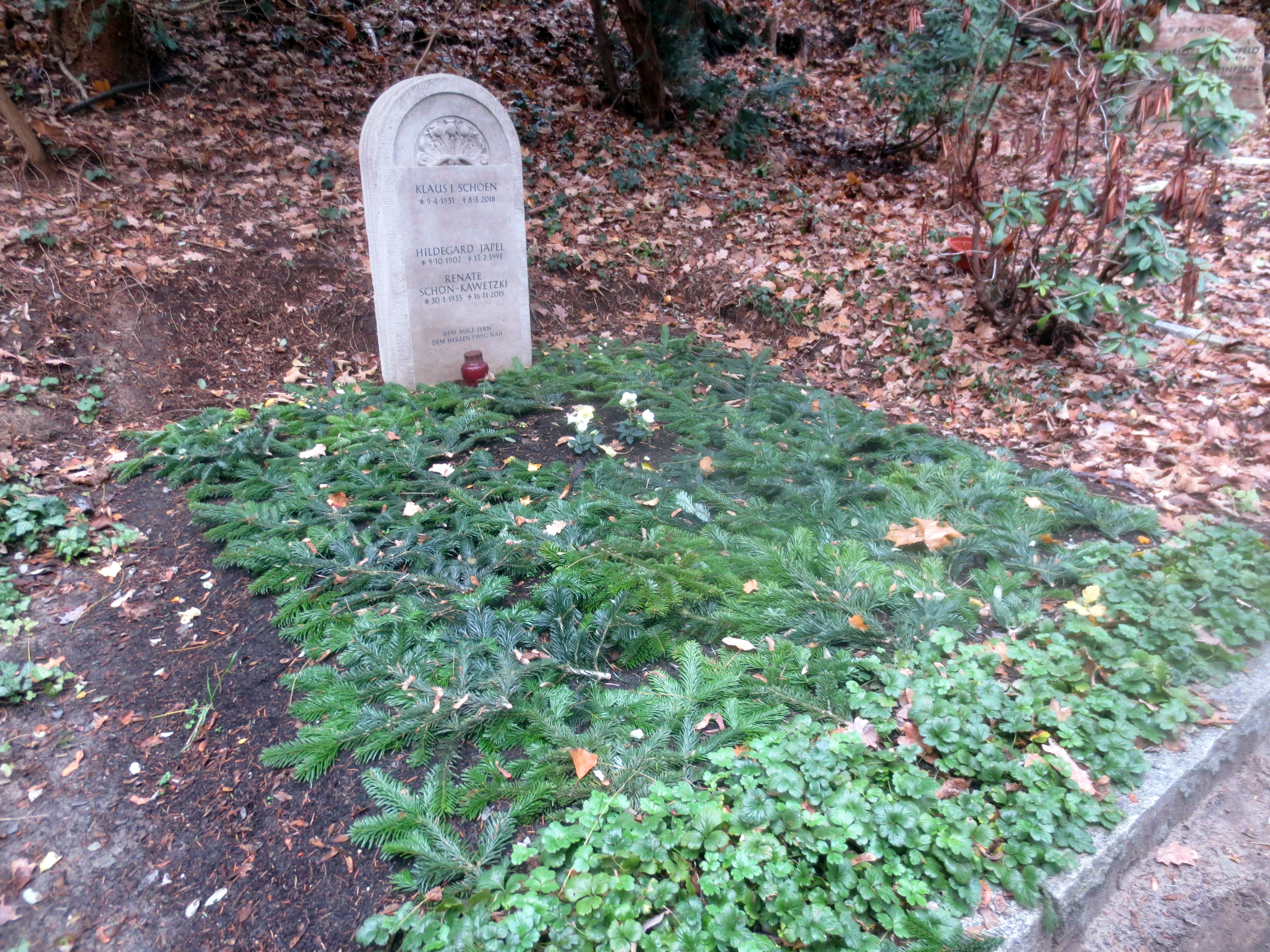
Grab von Klaus J. Schoen auf dem Friedhof Heerstraße in Berlin-Westend

Klaus J. Schoen arbeitete unter anderem mit den Galeristen Axel Knipschild, Dorothea Loehr, Hubertus Schoeller und Heinz Teufel zusammen.
Schoen lebte und arbeitete in Berlin.
Klaus J. Schoen starb, einen Monat vor seinem 87. Geburtstag, am 8. März 2018 in Berlin. Trauerfeier und Beisetzung fanden am 20. März 2018 auf dem landeseigenen Friedhof Heerstraße in Berlin-Westend statt.

## Einzelausstellungen
- 1972 Galerie Diogenes, Berlin
- 1979 Galerie Christel, Stockholm
- 1979 Galerie im Zentrum, Berlin
- 1980 Galerie Hilger + Schmeer, Duisburg
- 1980 Galerie Rupert Walser, München
- 1983 Galerie Konstruktiv Tendens, Stockholm
- 1984 „Retrospektive“, Kunstverein Braunschweig
- 1984 Galerie Loehr, Frankfurt am Main
- 1986 Galerie Repères, Paris
- 1986 Galerie Hilger, Aachen
- 1987 Galerie Ars Nova, Göteborg, Schweden
- 1988 Neuer Berliner Kunstverein, Berlin
- 1988 Galerie Loehr, Frankfurt am Main
- 1989 Studio A, Museum für Moderne Kunst, Otterndorf
- 1990 Galerie Ars Nova, Göteborg, Schweden
- 1991 Galerie Kunstraum, Berlin
- 1995 Kunsthaus am Moritzplatz, Berlin
- 1995 Mies van der Rohe Haus, Berlin
- 1998 Galerie Heinz Teufel–european art concrete, Berlin
- 1998 Kunstmuseum Gelsenkirchen
- 2002 Arbeiten der Neunziger Jahre, Galerie für Konkrete Kunst, Berlin
- 2005 Neue Werke, Galerie für Konkrete Kunst, Potsdam
- 2010 Spiegelungen, Kunstraum Roy
- 2012 Linienbilder, Kunstraum Roy
- 2014 Lineare Korrespondenz (mit Hartmut Böhm), Galerie Lindner, Wien
- 2014 Unregelmäßige Formate, Kunstraum Roy
- 2014 Black & White Dialogue(mit Imre Kocsis), Vasarely Museum, Budapest
- 2014 Galerie Leonhard, Graz
- 2015 Galerie Wack, Kaiserslautern (mit Doris Kaiser)
- 2015 Klaus J. Schoen–Retrospektive, Kunsthalle Messmer, Riegel am Kaiserstuhl

## Ausstellungsbeteiligungen
- 1973 Galerie Diogenes, Berlin
- 1974 Galerie Diogenes, Berlin
- 1977 Gruppe Systema, Galerie Bossin, Berlin
- 1978 Gruppe Systema, Galerie Loeb, Bern
- 1978 Gruppe Systema, Galerie Krüll, Krefeld
- 1979 Konkrete Konzepte, Galerie Bossin, Berlin
- 1979 Konstruktive Konzepte, Galerie Christel, Stockholm
- 1980 Gruppe Zero, Konkrete und Neue Konstruktive Kunst, Galerie Schoeller, Düsseldorf
- 1980 Drei Berliner Konkrete (Badur–Brandt–Schoen), Galerie Hoffmann, Friedberg
- 1981 Konstruktive Tendenzen, Galerie Konstruktiv Tendens, Stockholm
- 1982 Zeichnungen, Galerie im Zentrum, Berlin
- 1983 Galerie Bossin, Berlin
- 1983 Konkrete Kunst heute, Galerie Schoeller, Düsseldorf
- 1983 Konkret drei, Nürnberg
- 1986 Galerie Konstruktiv Tendens, Stockholm
- 1987 Galerie Ars Nova, Göteborg, Schweden
- 1990 Galerie Ars Nova, Göteborg, Schweden
- 1991 Galerie Konstruktiv Tendens, Stockholm
- 1991 Grafik, Konstruktiv–Konkret von 1960–heute, Kunsthaus am Moritzplatz + Kunstraum Galerie, Berlin
- 1992 Kunst und Norm, DIN Institut, Berlin
- 1992 Berlin Konkret, Brno
- 1992 Berlin Konkret, Bratislava
- 1993 Abstraktion–Konkretion, Kunsthaus am Moritzplatz, Berlin
- 1994 Repères Paris, dix ans pour l´art construit 1982–1992, Stiftung für Konkrete Kunst, Reutlingen
- 1994 Geometrische Abstraktion und experimentelle Architektur, Kunsthaus am Moritzplatz, Berlin
- 1994 Konstruktiv–Konkret, Kunsthaus am Moritzplatz, Berlin
- 1995 Kunst als Konzept, Museum Ostdeutsche Galerie, Regensburg
- 1997 Movement–Bewegung 1949–1995, Galerie Heinz Teufel–european art concrete, Berlin
- 1998 Zwei Generationen–Gegenüber: Bill, Graeser, Lohse - Brandt, Schoen, Galerie Heinz Teufel und Kunstverein Wedding, Berlin
- 1999 Kunst begegnet Kunst: Malerei von Klaus J. Schoen und Stammeskunst aus Afrika und Ozeanien, Otto Nagel Galerie, Berlin
- 2002 Farbe–Struktur–System–Raum, Kunstverein Wiligrad
- 2002 Farbe–Struktur–System–Raum, Forum für Konkrete Kunst, Erfurt
- 2002 Struktur–Linie–Raum, Galerie für Konkrete Kunst Berlin
- 2003 Diagonal in Fläche und Raum, Kunstverein Wiligrad
- 2004 Accrochage, Galerie für Konkrete Kunst Berlin
- 2004 Galerie für Konkrete Kunst Berlin (Böhm, Gappmayr, Schoen)
- 2004 Accrochage, Galerie für Konkrete Kunst Berlin–Potsdam
- 2005 Vertikal, Kunstverein Wiligrad
- 2006 Horizontales, vertikales, seules: art concret, Musée Tavet–Delacour, Pontoise
- 2009 Horizontal–Konkrete Kunst aus Europa, Kunstverein Wiligrad
- 2010 GENERATIONEN II abstrakt.konkret.gegenstandslos. – Kunsthalle Brennabor, Brandenburg an der Havel
- 2012 OSAS PLUS, Vasarely Museum, Budapest
- 2013 Das Glück des Sammelns–KunstHaus Potsdam e.V., Potsdam
- 2013 Zeichnung Wien die 4te–Galerie Lindner, Wien
- 2013 Collection Grauwinkel, Vasarely Museum, Budapest
- 2014 Sommer 2014, Galerie Leonhard, Graz
- 2014 10 Jahre Hubertus-Schoeller-Stiftung, Leopold-Hoesch-Museum, Düren
- 2014 Weiß–Aspekte einer Farbe in Moderne und Gegenwart, Museum im Kulturspeicher, Würzburg
- 2014 appartement d'un collectionneur n° 5, galerie gimpel & müller, Paris
- 2015 Black & White II, Galerie Renate Bender, München
- 2015 Schwarz auf Weiß, Museum für Konkrete Kunst, Ingolstadt

## Werke in öffentlichen Sammlungen (Auswahl)
- Kunstmuseum Gelsenkirchen, D
- Hubertus-Schoeller-Stiftung im Leopold-Hoesch-Museum, Düren, D
- Museum gegenstandsfreier Kunst, Otterndorf, D
- Kunstforum Museum Ostdeutsche Galerie Regensburg, D
- Sammlung Peter C. Ruppert, Konkrete Kunst nach 1945, Museum im Kulturspeicher, Würzburg, D
- László-Vass-Collection, Veszprém, H
- Kunsthalle Messmer, Riegel am Kaiserstuhl, D
- Museum Liaunig, Neuhaus/Suha, Kärnten, A
- Sammlung Grauwinkel,[3] Berlin, D